# Ozarchaea forsteri
Ozarchaea forsteri är en spindelart som beskrevs av Rix 2006. Ozarchaea forsteri ingår i släktet Ozarchaea och familjen Pararchaeidae. Inga underarter finns listade i Catalogue of Life.